# Schlaubemühle

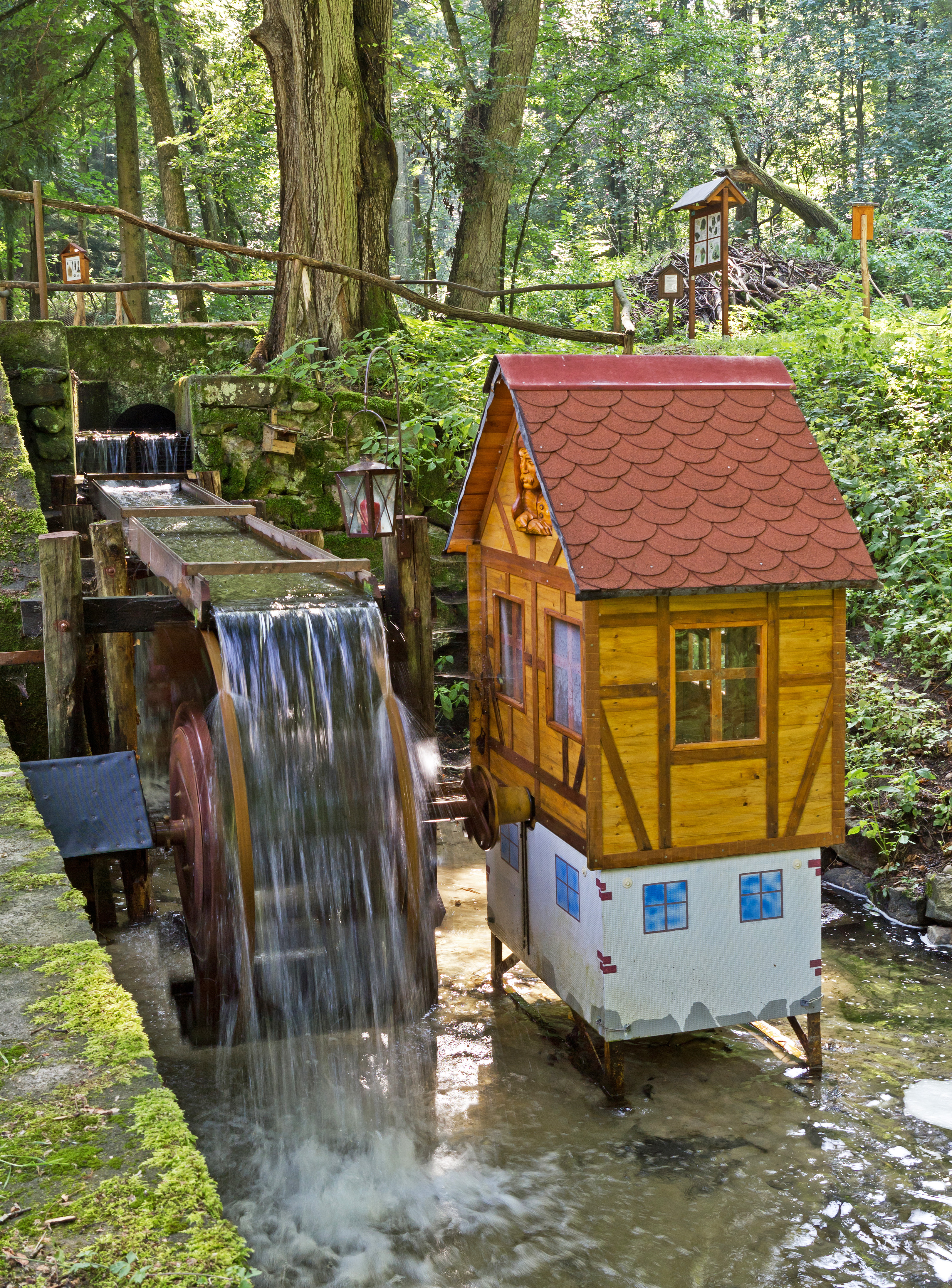
Schlaubemühle

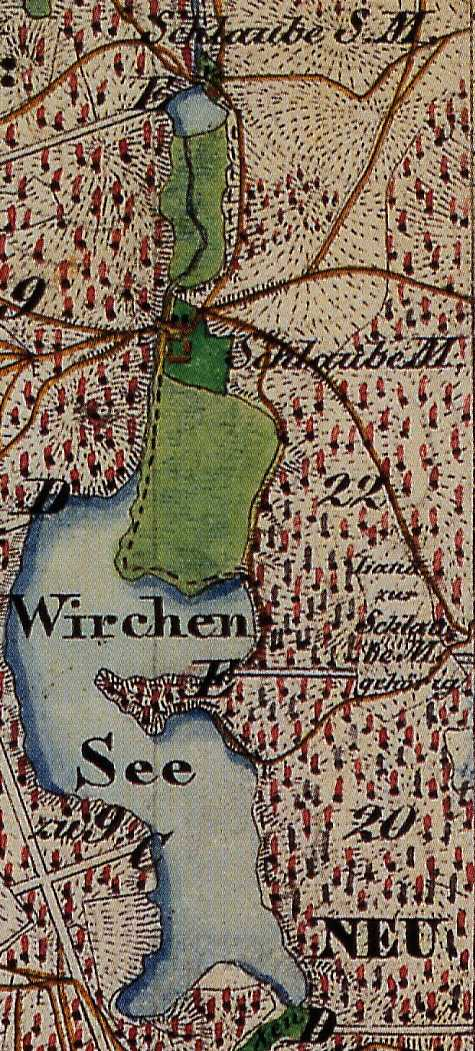
Die beiden Schlaubemühlen auf einem Ausschnitt des Urmesstischblattes 3953 Groß Muckrow von 1844

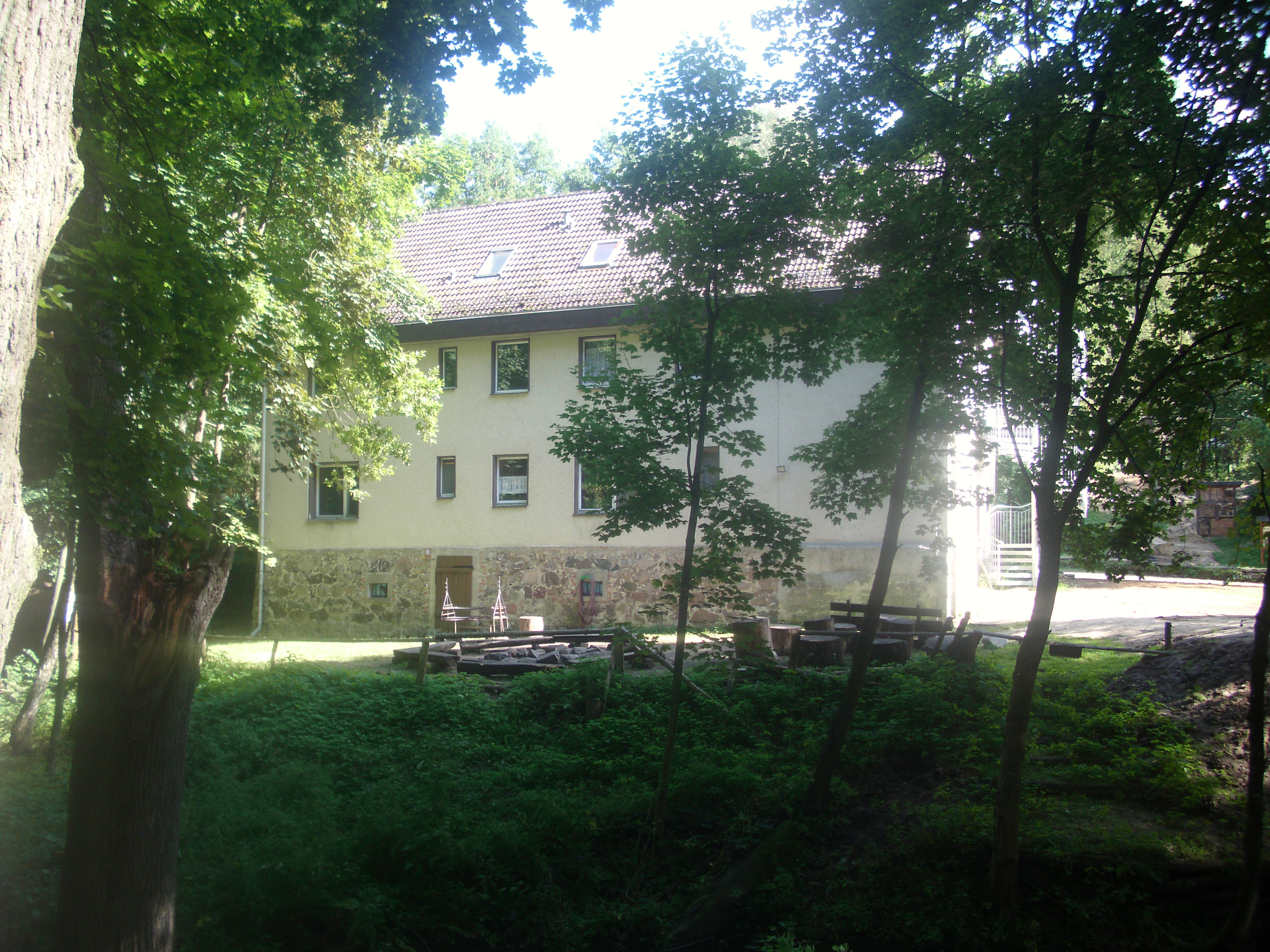
Ehemaliges Wohnhaus

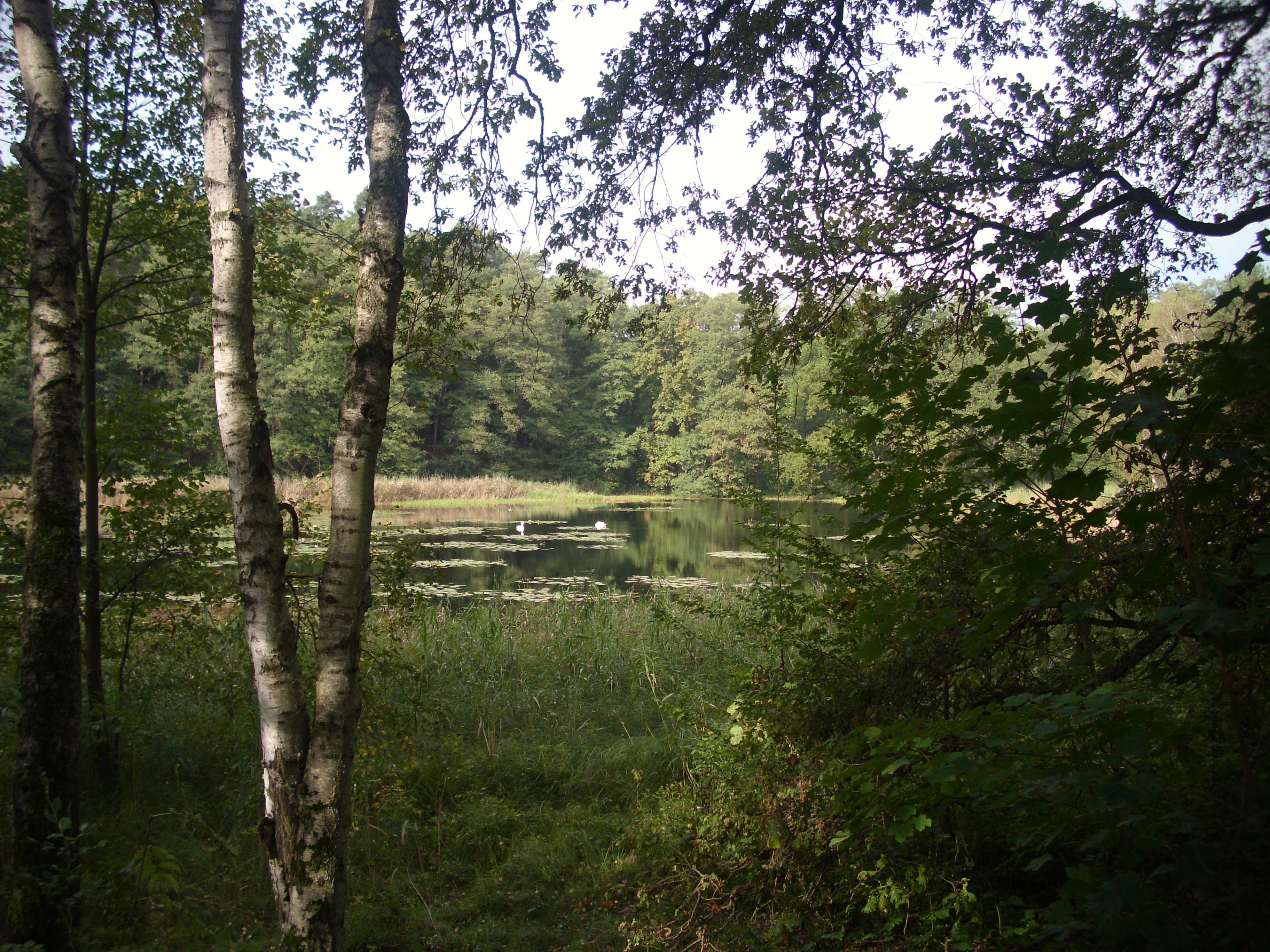
Kleiner Mühlteich an der Mühle

Die Schlaubemühle findet sich direkt an der von Eisenhüttenstadt nach Friedland führenden L 43 im Naturpark Schlaubetal, zwischen Groß Muckrow im Westen und Treppeln im Osten in Brandenburg.

## Geschichte

### Vor 1945
Bereits 1420 wird dy mole zu Werchenow urkundlich erwähnt. Die Mühle gehörte zunächst zum Dorf Wirchenow und fiel nach dessen Wüstwerdung an Treppeln. Es lag östlich des Wirchensees und wurde als des Schlaubemüllers Land auf der alten Dorfstelle an der Treppelner Gränze erwähnt. Die Grenze zwischen Treppeln und Henzendorf verlief mitten über die Dorfstädte, welche als des Schlaubemüllers Dorfstädte bezeichnet wurde. Die Mühle war dem Kloster Neuzelle zu vierteljährlich elf Scheffeln Korn Mühlpacht verpflichtet.
Die Schlaumiehle, wie sie umgangssprachlich genannt wird, war die erste Mühle, die an der Schlaube errichtet wurde und diente den Bauern von Wirchenow zum Mahlen des Korns. Die Treppeliasche móle gehörte 1456 dem Müller Gabriel. Auskunft darüber findet sich im Sozialbuch des Karthäuserklosters:
Zeugnis des früheren Müllers der Treppelner Mühle Gabriel über den zu zahlenden Jahreszins von dem zur Mühle gehörigen Krautgarten.
1456, 13. März, Beeskow.
Universis et singulis presentes literas nostras inspecturis Michael Hinrici, archipresbiter sedis Beßkow, publice recongnoscimus, quod coram nobis in iudicio anno MCCCCLVI, die vero XIII. Marci constitutus religiosus frater Petrus tanquam sindicus tocius conventus fratrum Carthusiensium extra muros opidi Franckenf[ford] siti convenit iudicialiter honestum Gabrielem, molitorem olym in molendino dicto Treppelinsche móle vulgariter, obiciens sibi coram nobis nostrisque assessoribus de testimonio veritatis, quod dictus Gabriel iudicialiter recongnosceret, quid pro censu domino, videlicet Hans Bernfeld, suo temporali de quodam orto caulium sito prope molendinum memoratum dedisset annuatim. Qui sub iuramento constanter, se annuatim sex pullos loco censuum a predicto orto dedisse atque porrexisse, asseruit atque recognovit. In cuius rei testimonium sigillum nostrum presentibus duximus apprimendum, presentibus eciam honorabilibus viris: domino Thoma Lindenberg, in Czaw plebano, necnon domino Martino cappellano in Beszkow testibus ad premissa rogatis.
Ab dem 16. Jahrhundert kamen Mahlgäste aus den Orten Treppeln, Bahro, Göhlen, Henzendorf und Kobbeln ebenfalls hierher. Im Mittelalter begann man, das Wasser in Teichen zu stauen, um die Mahl- und später die unterhalb dieser errichtete Schneidemühle zu betreiben.
Um 1557 war der Müller Bartusch Buck auf der Mühle. Der Dreißigjährige Krieg hinterließ viele leere Dörfer und auch auf der Mühle war kein Müller mehr. Im Jahre 1661 wird Hans Seidemann aus Reichenberg Müller der Mahl- und Schneidemühle. Das Kloster räumte ihm von Ostern 1662 an drei Freijahre ein und gewährte so lange Pachtermäßigung, bis sich die zv gedachter Mihle gewidmete Dörffer von den Kriegsfolgen erholt hätten.
Ab 1793 befand sich die Mühle in Besitz des Müllers Adam Lindner, er saß als Erbmüller auf der Mühle. Seine Familie hatte die 345 Hektar des Gutes und die Mühle bis zur Enteignung 1945 in Besitz. Das Grab des letzten Schlaubemüllers, Gustav Lindner (* 4. März 1876; † 22. April 1942), befindet sich im Wald nahe der Mühle. Um 1807 wurden zwei Mühlenstandorte genannt, im Treppelner Flur, nahe dem Wirchensee, die Obermühle (eine Mahlmühle) und die schon vor diesem Zeitpunkt vorhandene Untermühle (eine Schneidemühle), welche an der Kieselwitzer Grenze errichtet wurde. Von dieser Unteren Mühle finden sich nur noch Feld- und Ziegelsteine sowie Keramikreste unterhalb des ehemaligen Mühlteiches. Die Landstraße 43, die bereits im Jahre 1897 fertiggestellt wurde, trennte nun die Obere Mühle von dem dazugehörigen Teich, dem Stubbenloch, die alten Wege führten davor direkt zu den Mühlengebäuden. Bis zum Ende des Zweiten Weltkrieges wurde die Mühle zum Kornmahlen genutzt.

### Nach 1945
Im Jahre 1945 wurde im ehemaligen Wohnhaus der Obermühle eine Gaststätte eröffnet, diese wurde erst mit der Verstaatlichung 1970 geschlossen. Bereits in den 1960ern wurden die Reste des Mühlengebäudes abgerissen. Bis in die 1980er Jahre war in dem geschlossenen Gasthaus ein Erholungsheim untergebracht. Im Jahr 1993 wurde das Gebäude einer neuen Nutzung zugeführt. Auf dem Gelände eröffnete ein Naturschutz- und Informationszentrum des Bundes für Umwelt und Naturschutz Deutschland (BUND). Das Informationszentrum wird vom Verein Naturschutz-Zentrum Schlaubemühle e. V. betrieben und bietet zwei Seminarräume, sowie neun Zimmern mit insgesamt 32 Betten an, um für Kinder-, Schüler- und Reisegruppen ein breites Veranstaltungsangebot nutzbar zu machen. Auf dem Gelände befindet sich der Nachbau eines Mühlrades.

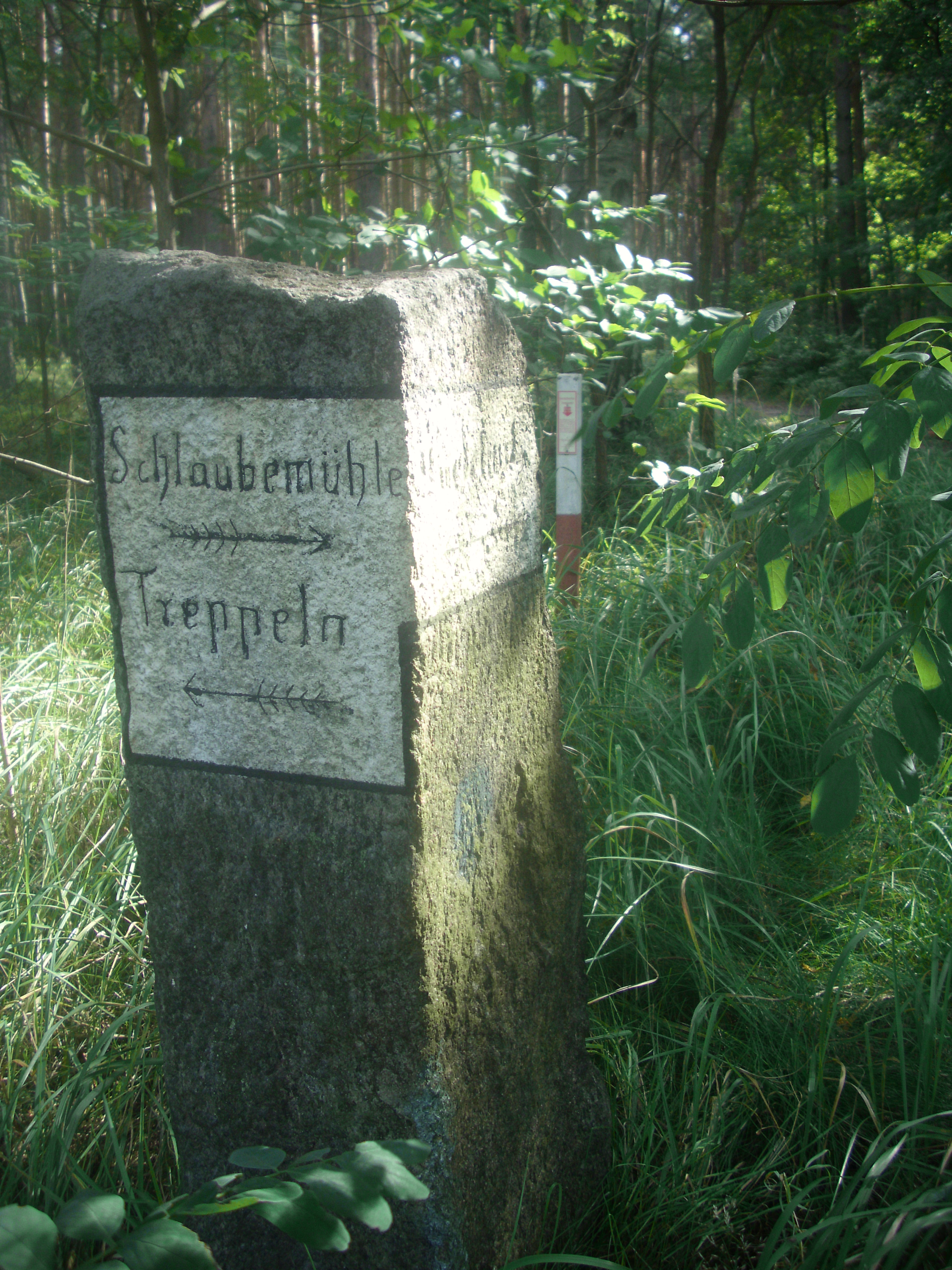
Wegestein am Weg zur Mühle
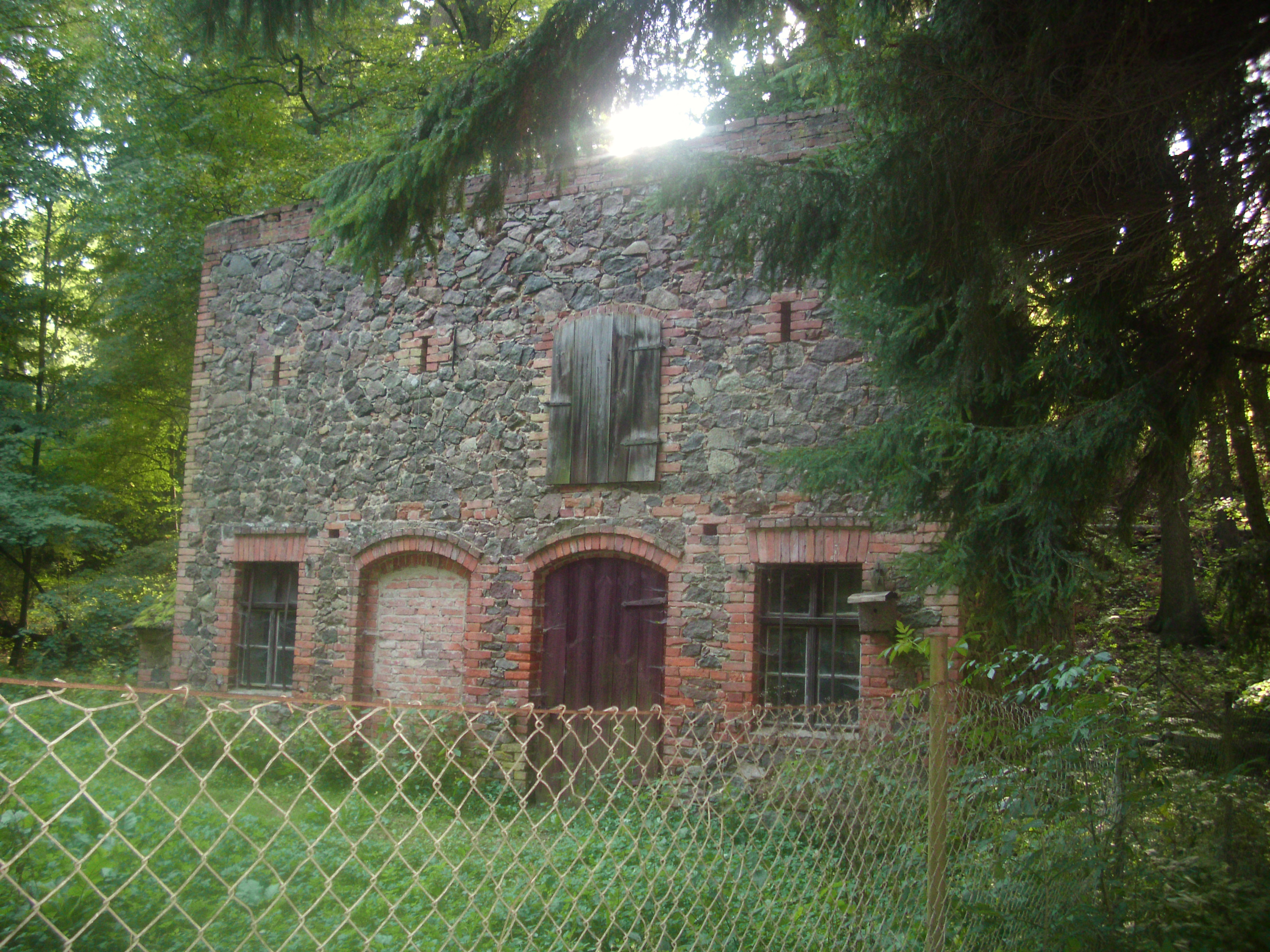
Nebengebäude der Oberen Mühle
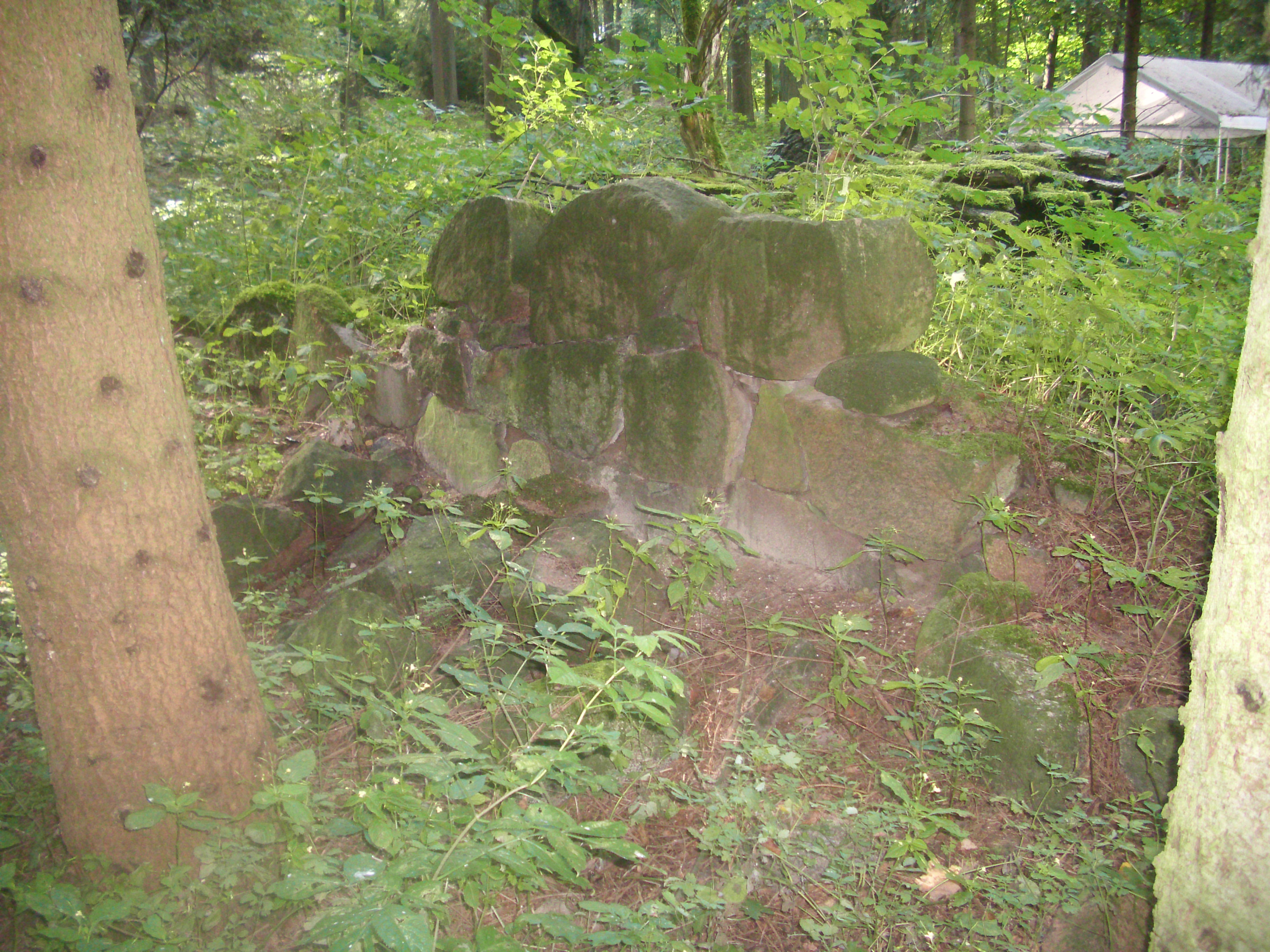
Überreste des eigentlichen Mühlengebäudes
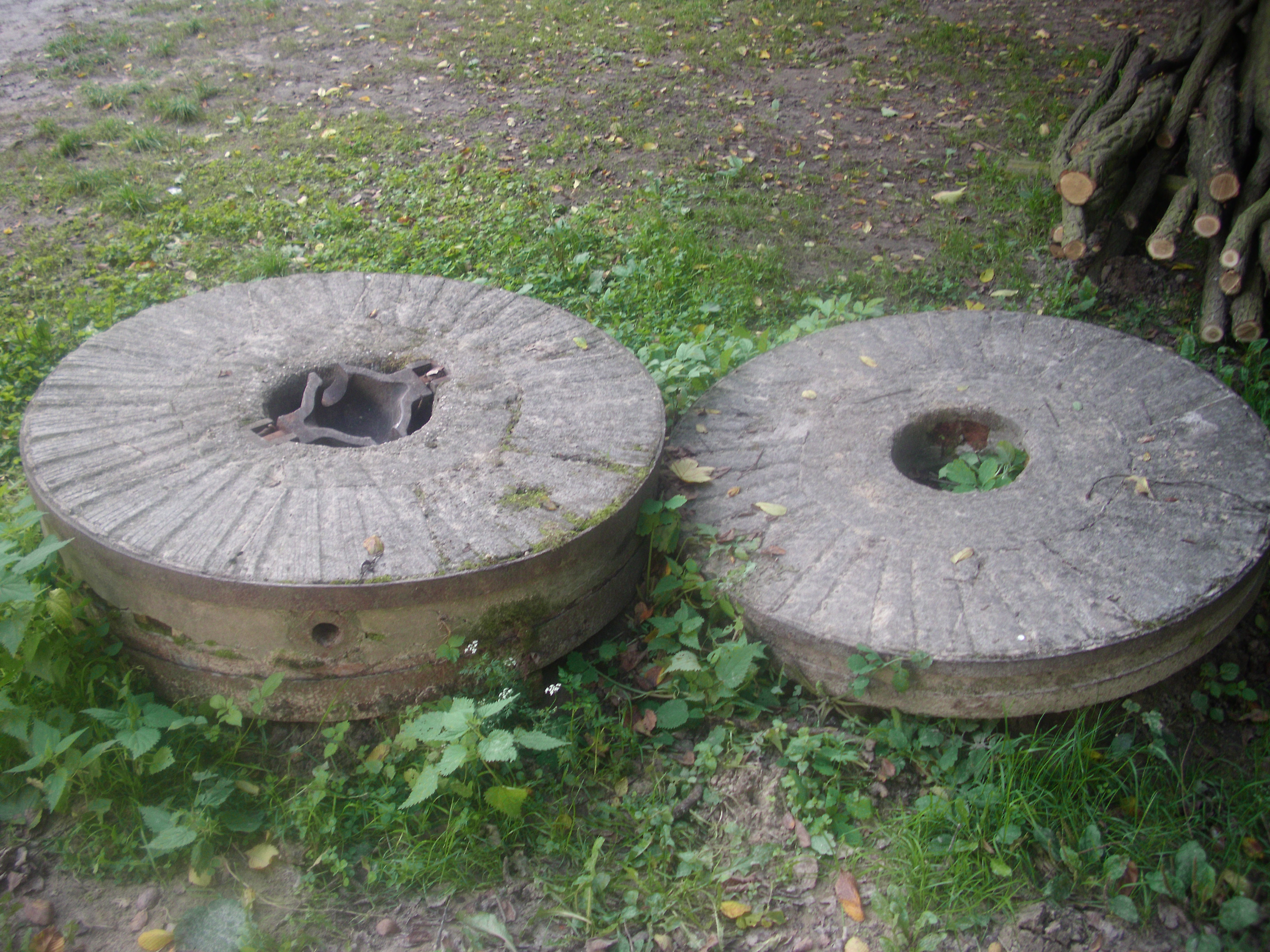
Mühlsteine
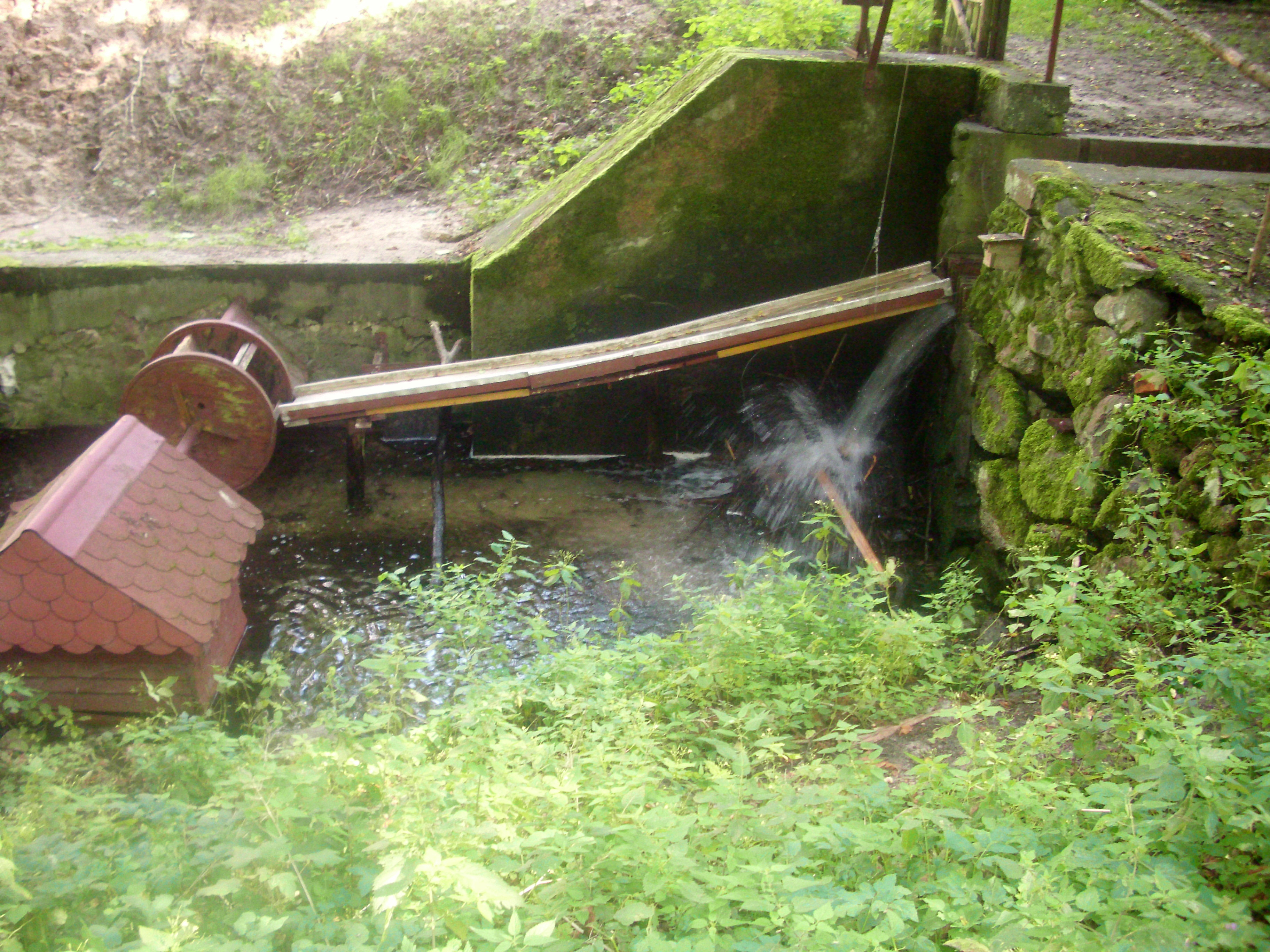
Nachbau eines Wasserrades
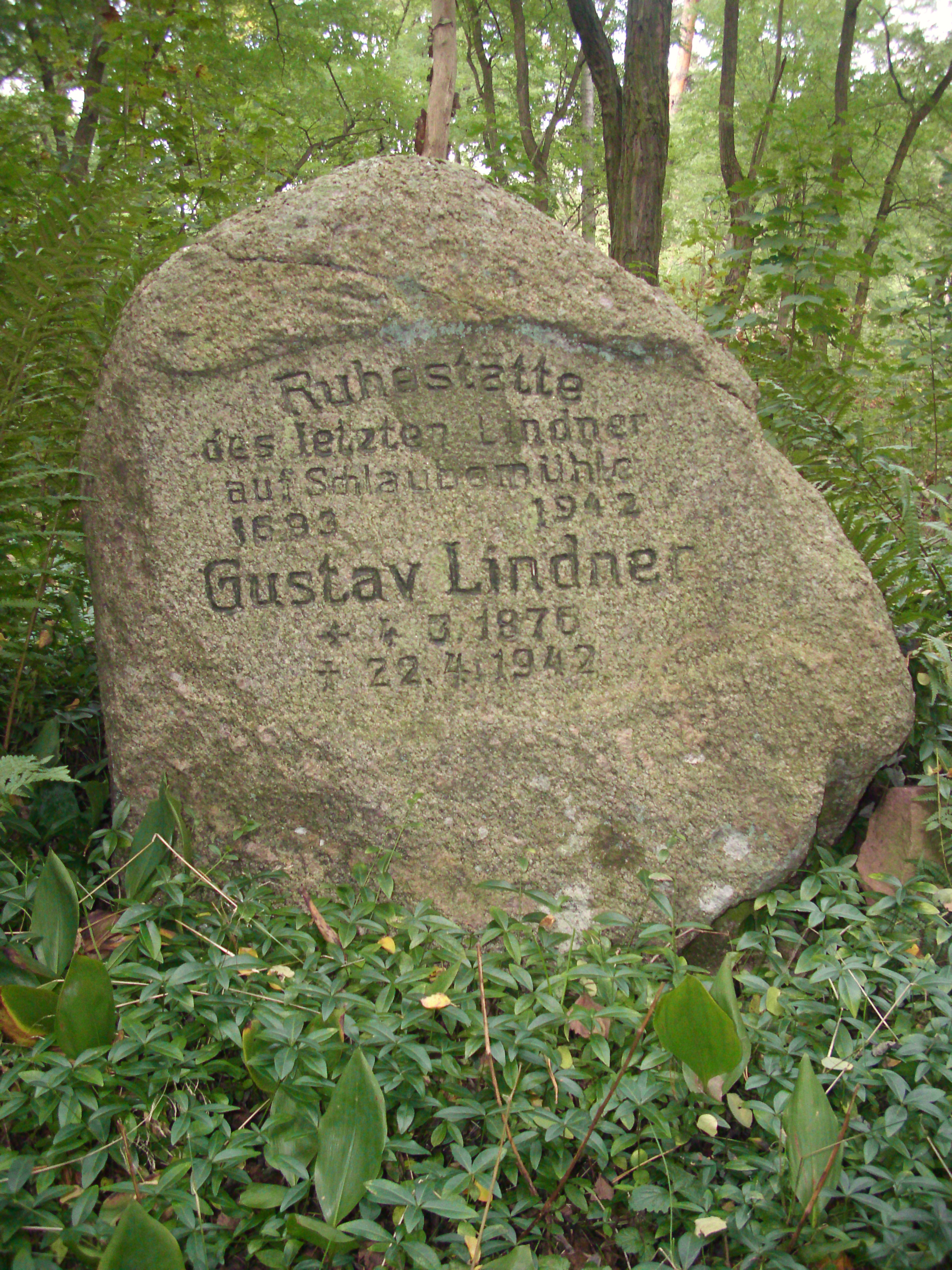
Grabmal des Gustav Lindner
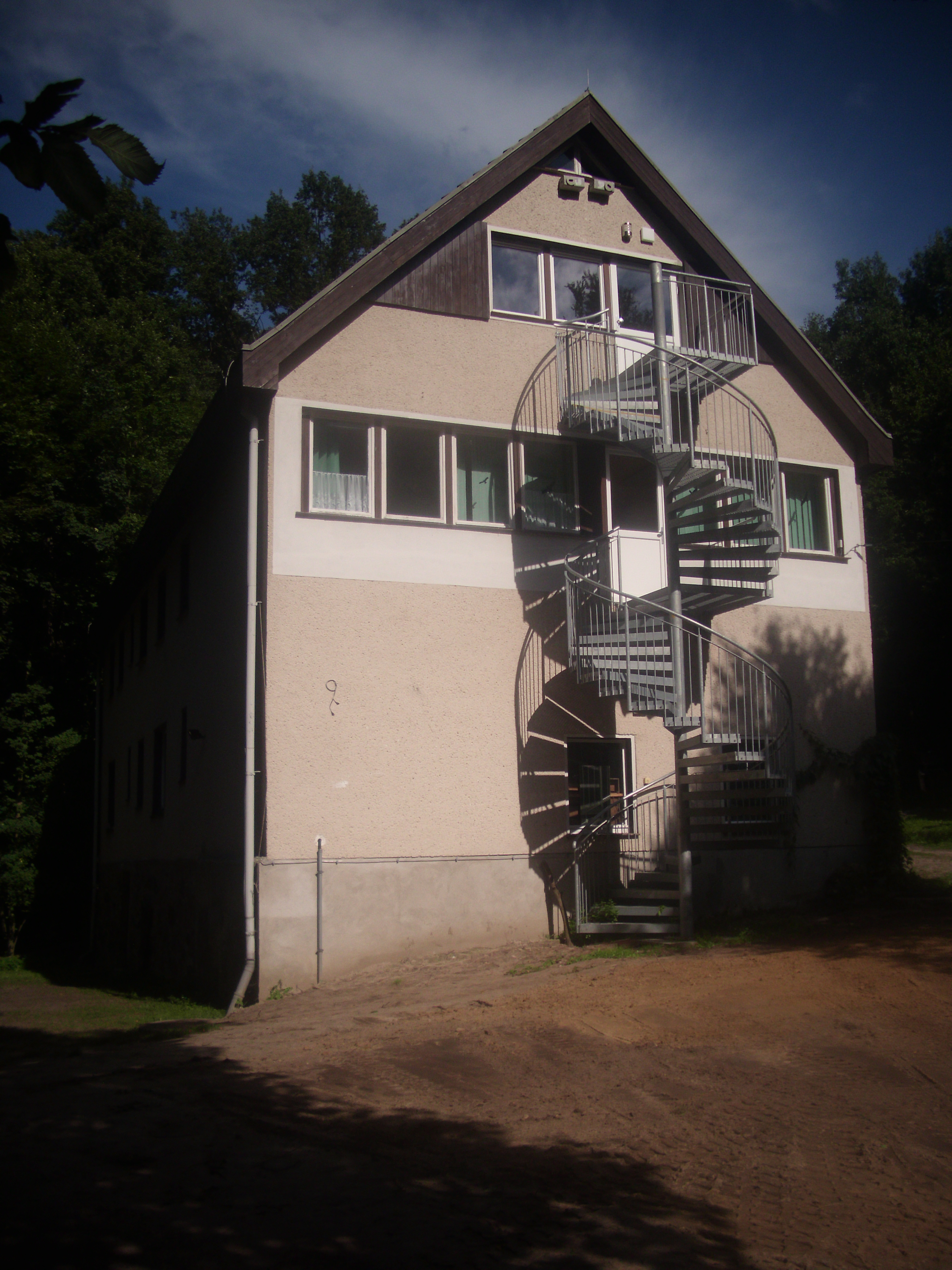
Naturschutz- und Informationszentrum Schlaubemühle